# Unkana malayana
Unkana malayana är en insektsart som beskrevs av Matsumura 1935. Unkana malayana ingår i släktet Unkana och familjen sporrstritar. Inga underarter finns listade i Catalogue of Life.